# 岩田遼平
岩田 遼平 （いわた りょうへい、1991年11月1日 - ）は、フォーチュンアイランド所属のアーティスト。ダンスボーカルユニットFis blockのダンスパフォーマー、歌唱者、ファッションデザイナー兼スタイリスト、DJである。Fis blockの衣装はRyopeが製作。

## プロフィール
- 身長：170cm
- 血液型：B型
- 出身地：神奈川県
- 趣味：お酒、ドラマ・映画鑑賞、下北沢、野球観戦（横浜DeNAベイスターズ）
- 特技：ダンス、デザイン、リメイク

## 来歴
- 東放学園高等専修学校卒業後、文化服装学院ST科でファッションを学ぶ。その後フォーチュンアイランドへ所属し、ダンサーとして活動。
- 2013年旧Fis blockのサポートDJとして活動後、2014年4月 Fis block正式メンバー入り。
- 2018年11月1日（自身の誕生日）に、以前から製作をしていたREPUNITブランドを展開・発足。「1+1=新しい1」をコンセプトに日常に馴染みながら目に止まるファッションを提案。

## ダンサー時代の主な出演作品

### MV出演
- SEKAI NO OWARI「RPG」 [1]
- 土屋アンナ
- HAN-KUN
- V6
- SMAP ｢Joy!!｣
- orz
  - 「Kick ass」[2]
  - 「NTR‐ネトラレ‐」[3]

### バックダンサー出演
- 第12回 MTV Video Music Awards Japan2013 カーリー・レイ・ジェプセン「Tonight I'm Getting Over You」（6月）